# 井上真梨子
井上 真梨子（いのうえ まりこ）は、日本の美容外科医、美容皮膚科医、YouTuber。美容クリニック「BELINDA CLINIC」院長。

## 概要
香川県生まれ。美容クリニック「BELINDA CLINIC」院長。YouTuberとしても活動する。
香川大学医学部を卒業後、2015年より美容医療に携わる。業界でも大手といわれるクリニックで院長職を歴任後、東京都新宿区で自身のクリニックであるBELINDA CLINICを開院する。
美容外科医としてSNSを用いての情報発信にも注力しており、東京中央美容外科在籍時には10万人を超える総フォロワー数、チャンネル登録者数を擁した。これらの活動からインフルエンサーやモデル、YouTuberとのつながりが深く、独立開院した現在も定期的にクリニックに通っている者も多い。
得意とする治療は、傷跡のわからない二重整形「まりこ先生のバレない二重術」、デザイン性の高いヒアルロン酸注入豊胸、切らないリフトアップなど。

## 美容外科医としての経歴
医師免許を取得後、津島市民病院への勤務を経て、品川美容外科グループへ入職、美容整形の技術を学ぶ。
東京中央美容外科入職後は、当時は一般的ではなかったSNSを用いての美容情報の発信に注力し、インスタグラマーとしての一面も併せ持つようになる。発信は美容整形の症例写真から美容情報、私生活の紹介まで多岐にわたり、SNSを介して多くの予約が集まる人気ドクター「まりこ先生」としての地位を確立する。容姿端麗で、SNSによる知名度の高さもあり、クリニックの顔として広告やメディアへの露出も多かった。
2019年5月には美容外科医YouTuberとして「まりこ先生の美容整形相談室」を開設。女性美容外科医が自慰行為についてメリット、デメリット等を医学的に解説する『【男女必見】“自慰行為”のメリットとデメリットを女医が教えます。』動画は400万再生を超える大バズリとなるなど、ネットニュース等にも取り上げられるYouTuberとなる。なお、「まりこ先生の美容整形相談室」は最終的にチャンネル登録者数12万人、総再生回数が2,500万回を超える人気チャンネルとなったが、独立開業に伴い閉鎖、現在は新チャンネルに移行している。
大規模クリニックの院長を歴任し、技術指導医として後進を育成しながら、得意とする二重整形と豊胸術で指名数No.１を長年維持するも、「美容外科医としてよりステップアップしたい」という思いのもと、東京中央美容外科を退職。2022年2月、東京都新宿区へ自身の美容クリニック「BELINDA CLINIC」をオープンする。
BELINDAは伊語で「可愛らしく輝く」という意味であり、「美容整形によって女性が美しく可愛らしくなり、自信を持つことで内面からも輝いていってほしい」という願いが込められている。
クリニックにはYouTubeの症例動画や有名インスタグラマーの投稿を介して多くの「まりこ先生ファン」が訪れる。そのため、地方などから長距離を移動して来院する患者向けに、交通費補助制度を導入している。

## 人物
・医師を目指すようになったきっかけは、子供のころ風邪を引いて病院にかかった際に担当した女性医師が非常に凛々しい人物で「かっこいい」と感銘を受けたため。
・香川県出身者よろしく、うどんが好物。学生時代は食べ歩きを趣味としていた。
・コスメやエステなどの美容領域に造詣が深い。美容外科医を選択した理由のひとつでもあり、定期的にYouTubeなどで視聴者に役立つ美容情報を発信している。
・美容外科医として活動をはじめた当初、治療を請け負った自身よりふたまわりも年齢が上の患者から「老いが怖い」と涙ながらに助けを求められ、井上も決死の覚悟で治療にあたった。術後、自身の変化に満足した患者は大いに喜び、満面の笑みで井上に感謝の言葉を述べた。この出来事は井上の心に大きな感銘を与え、現在の「自分のもとに来てくれたすべての患者を幸せにする」という信条にもつながっている。
・TikTokでは症例紹介のほか、ダンスやショートコントなどの美容と関係のない一般的な動画投稿も行っている。診療の空き時間に練習・撮影が行われ、クリニックの名物のひとつとなっている。
・動画の台本は丸暗記するタイプで、スキマ時間を利用して激しい読み込みが行われる。

## 経歴
- 2013年　津島市民病院
- 2015年　品川美容外科 池袋院
- 2017年　東京中央美容外科 中野院 院長
- 2019年　東京中央美容外科 池袋西口院 院長
- 2020年　東京中央美容外科 池袋東口院 院長
- 2022年　BELINDA CLINIC 開院

## 出演

### テレビ
- くりぃーむしちゅーのハナタカ！優越館（テレビ朝日）
- 出川のWHY（テレビ朝日）
- じっくり聞いたロウ（テレビ東京）
- 美の扉〜美容賢人の金言〜（TOKYO MX）

### インターネットテレビ
- ひとりと佳代子と気になるお嬢スタジオ（Abema TV）
- Abema prime（Abema TV）

### 書籍
- 姉ageha（主婦の友社）2018年9、11月号 2019年1、5、7月号　2020年7月号
- 週刊ポスト（小学館）2020年6/5、6/12、7/3号

## 資格
- 日本美容外科学会（JSAS） 会員
- ボトックスビスタ® 認定医